# 尼里
尼里，是匈牙利包尔绍德-奥包乌伊-曾普伦州所辖的一个村。总面积16.47平方公里，总人口415，人口密度25.2人/平方公里（2011年1月1日）。